# Bellevuebrücke (Eisenach)

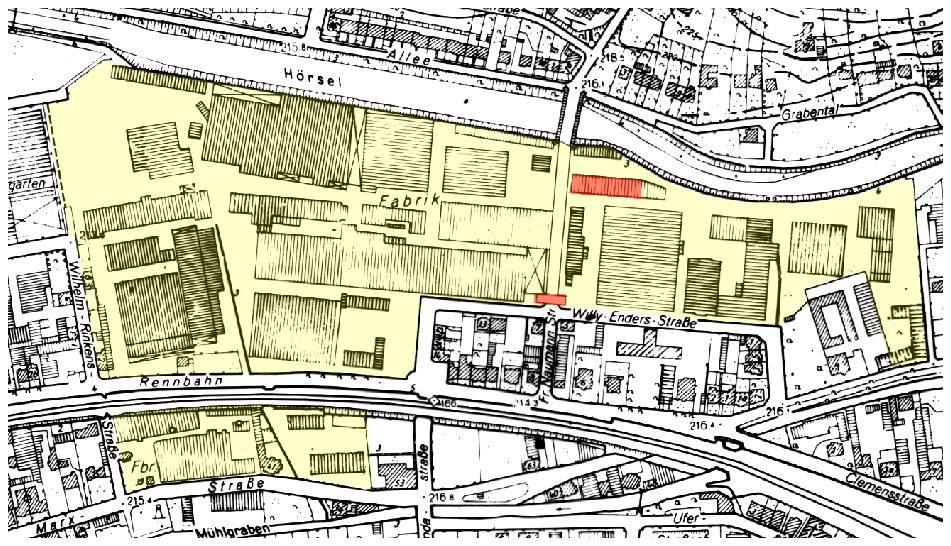
Lageplan der Fahrzeugfabrik Eisenach mit der Brücke über die Hörsel

Die Bellevuebrücke, auch Brücke Friedrich-Naumann-Straße war eine Straßenbrücke über die Hörsel in Eisenach in Thüringen.

## Lage
Die Brücke lag im Norden der Eisenacher Innenstadt und band das ab 1900 nördlich der Hörsel entstehende Wohngebiet Am Wartenberg an das Stadtzentrum an. Die Erschließungsstraße (heutige Friedrich-Naumann- und Stresemannstraße) führte von der Innenstadt über die Brücke zur nahen Ausflugsgaststätte „Bellevue“ und weiter hinauf auf den Wartenberg, damals mit dem Bismarckturm und dem Tierpark an der Bismarckhütte ein beliebtes Ausflugsziel. In unmittelbarer Nachbarschaft zum Brückenstandort befindet sich das Fahrzeugmuseum Automobile Welt Eisenach.

## Geschichte

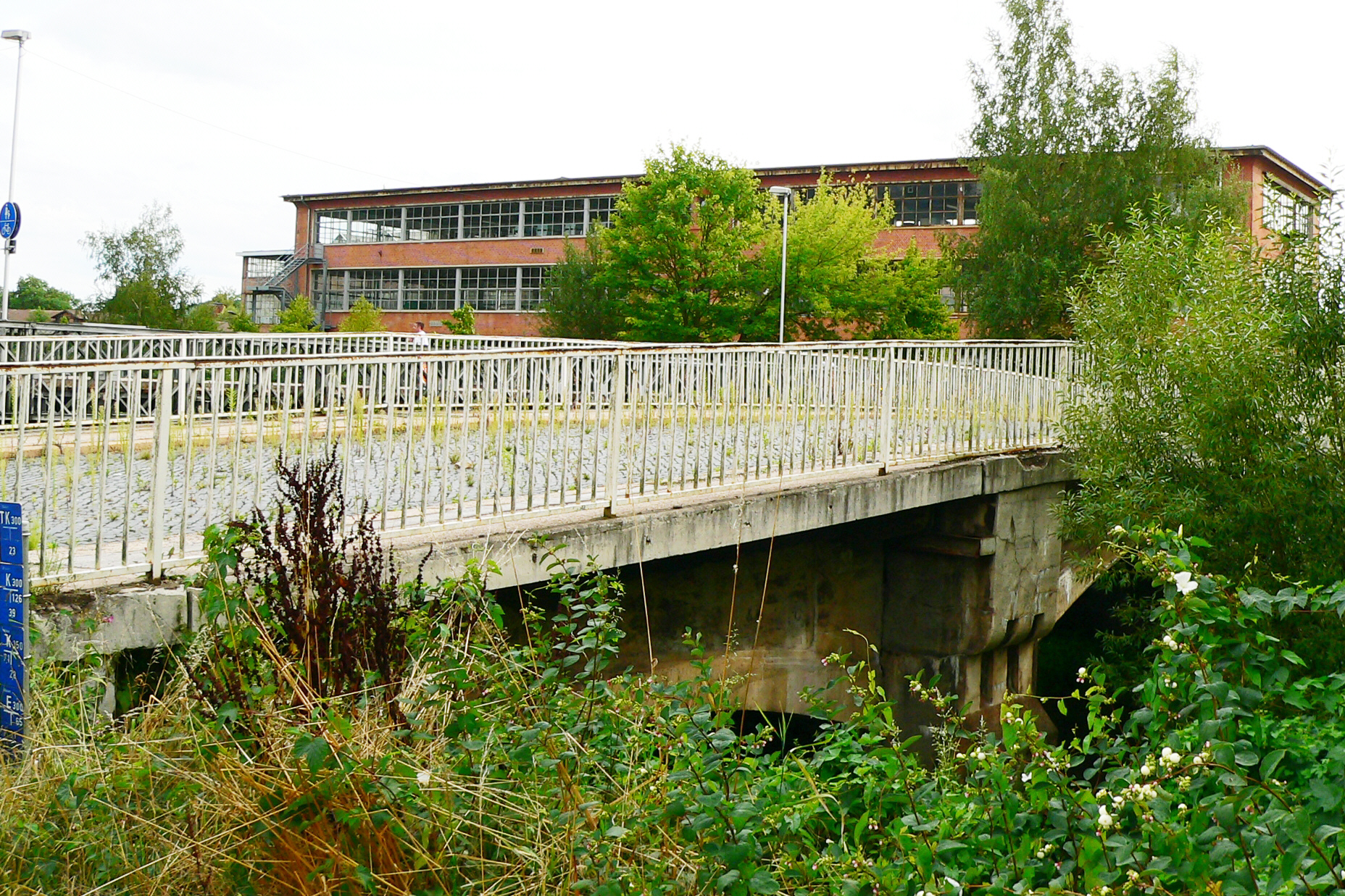
Die bereits gesperrte und stark zugewachsene Brücke im Jahr 2008; dahinter die automobile welt eisenach

Die Brücke wurde 1911 im Zuge der Bellevuestraße (heutige Friedrich-Naumann-Straße) als Bogenbrücke von der Mitteldeutschen Beton- und Eisenbetongesellschaft in Eisenbetonbauweise errichtet. Bei Baukosten von 45.000 Mark wurden 1500 Kubikmeter Schotter, 600 Kubikmeter Kies, 25 Tonnen Zement und 10,3 Tonnen Eisen verbaut. Die Verkehrsfreigabe war am 28. Oktober 1911. Die Brücke verband die südlich der Hörsel bestehende Fahrzeugfabrik Eisenach mit dem nördlich des Flusses entstehenden Wohngebiet Am Wartenberg.
Mit zunehmender Ausdehnung des BMW- und späteren Automobilwerkes Eisenach wurde die Brücke in den 1960er Jahren für den öffentlichen Straßenverkehr gesperrt und diente fortan als nördliche Werkszufahrt, der südlich anschließende Straßenabschnitt wurde in das Werksgelände einbezogen. Erst nach Schließung des Automobilwerkes nach 1990 wurde die Straße samt Brücke wieder für den öffentlichen Straßenverkehr freigegeben.
Im Herbst 2007 musste die sanierungsbedürftige Brücke nach einer Brückenprüfung wegen Einsturzgefahr (Prüfergebnis: 4,0) mit sofortiger Wirkung erneut und endgültig für den öffentlichen Verkehr gesperrt werden; um die fußläufige Verbindung vom Wartenberg zum Stadtzentrum aufrechtzuerhalten errichtete das Technische Hilfswerk eine Behelfsbrücke, die im Februar 2008 freigegeben wurde und bis März 2021 Bestand hatte.
Im März 2021 wurde die fast 110 Jahre alte Brücke sowie die benachbarte Behelfsbrücke abgerissen, um Platz für einen Ersatzneubau zu machen. Der Ersatzneubau ist Teil der Maßnahmen zum Hochwasserschutz entlang der Hörsel in Eisenach. Er wurde im Sommer 2023 für den Verkehr freigegeben.